# Pedro Sakamoto
Pedro Henrique Morio Sakamoto (* 29. Juni 1993 in Guarulhos) ist ein brasilianischer Tennisspieler.

## Karriere
Sakamoto begann ab 2010 Tennisturniere zu spielen. 2011 stand er im Einzel und Doppel jeweils in den Top 1000 der Weltrangliste. In diesem Jahr gewann er im Doppel seinen ersten Future-Titel. 2013 schaffte er es auf der drittklassigen Tour im Einzel ins Finale und gewann sogleich das Turnier. In São Paulo spielte er sein erstes Turnier der ATP Challenger Tour. Das Jahr beendete er auf Rang 496 im Einzel und Rang 698 im Doppel, seine Bestmarken bis dato. Nachdem er 2013 bereits im Doppel drei Futures gewonnen hatte, konnte er 2014 ebenso viele Titel erzielen, sodass der Brasilianer Anfang 2015 mit Rang 433 seine Höchstposition in der Rangliste erreichte. Im Einzel gelang ihm in Santos zudem sein erster Einzug in ein Challenger-Viertelfinale. Dennoch gewann er 2015 sowie 2016 keine Titel und verlor schnell wieder Plätze in der Rangliste.
2017 gelangte Sakamoto mit einem Future und drei Futures im Doppel wieder mehr auf die Erfolgsspur. Im Einzel kam er wieder näher an die Top 400 heran. Im mexikanischen San Luis Potosí zog er in sein erstes Halbfinale bei einem Challenger ein. Er unterlag Roberto Cid Subervi. 2019 wurde sein bislang bestes Jahr. Aus zwei Future-Finals machte er einen Titel. Die Punkte in San Luis Potosí verteidigte er und stand damit zum zweiten Mal in einem Challenger-Halbfinale. Früher im Jahr feierte Sakamoto zudem seine Premiere auf der ATP Tour. Durch die Qualifikation kämpfte er sich ins Hauptfeld der Brasil Open. Dort verlor er zum Auftakt Jaume Munar. Dennoch stieg er damit bis auf Rang 375 der Welt, seine beste Notierung.

## Erfolge
| Legende (Anzahl der Siege) |
| Grand Slam                 |
| ATP Finals                 |
| ATP Tour Masters 1000      |
| ATP Tour 500               |
| ATP Tour 250               |
| ATP Challenger Tour (1)    |

### Doppel

#### Turniersiege
| Nr. | Datum           | Turnier      | Belag | Partner      | Finalgegner                   | Ergebnis |
| --- | --------------- | ------------ | ----- | ------------ | ----------------------------- | -------- |
| 1.  | 20. Januar 2024 | Buenos Aires | Sand  | João Fonseca | Jakob Schnaitter Mark Wallner | 6:2, 6:2 |